# Pseudosteineria anteferens
Pseudosteineria anteferens är en rundmaskart som först beskrevs av Christian Wieser 1956.  Pseudosteineria anteferens ingår i släktet Pseudosteineria och familjen Monhysteridae. Inga underarter finns listade i Catalogue of Life.